# Liste der Gebietsänderungen in Mecklenburg-Vorpommern
Die Liste der Gebietsänderungen in Mecklenburg-Vorpommern ist aufgeteilt in folgende Teillisten:
- Liste der Gebietsänderungen in Mecklenburg (DDR)
- Liste der Gebietsänderungen in Mecklenburg-Vorpommern vor 1995
- Liste der Gebietsänderungen in Mecklenburg-Vorpommern von 1995 bis 1999
- Liste der Gebietsänderungen in Mecklenburg-Vorpommern von 2000 bis 2004
- Liste der Gebietsänderungen in Mecklenburg-Vorpommern von 2005 bis 2009
- Liste der Gebietsänderungen in Mecklenburg-Vorpommern von 2010 bis 2014
- Liste der Gebietsänderungen in Mecklenburg-Vorpommern ab 2015